# Az-Granata

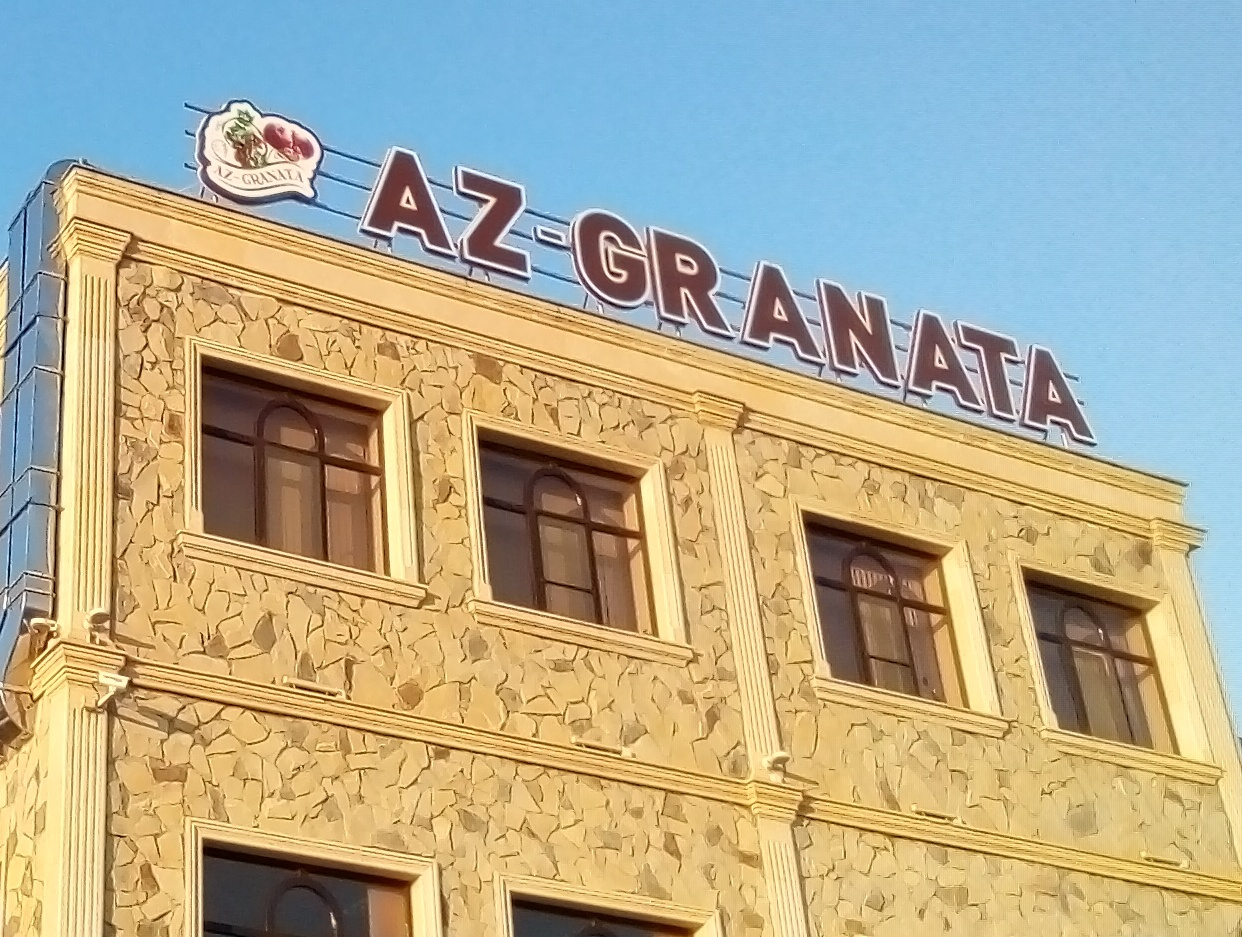
Az-Granata

Az-Granata – azerskie przedsiębiorstwo spożywcze, producent soków (marka Vita1000), napojów i win. Jest jednym z największych producentów soków w regionie Kaukazu Południowego.

## Historia
Firma rozpoczęła działalność w 2011 roku. W 2012 roku produkty Az-Granata zaczęły być eksportowane za granicę.